# Breu apostòlic
El breu apostòlic és un document pontifici (litterae apostolicae), menys solemne que la butlla que és usat per regular els afers de menor importància de la Santa Seu. Atès que els únics gèneres de documents es poden distingir per mitjà d'addicions, en l'idioma llatí oficial de la cúria romana, s'identifica amb l'etimologia de litterae in forma brevis. L'expressió breve per als documents anteriors al 1400 és anacrònica, ja que en èpoques anteriors ens referim sempre a la butlla; aquesta última és distingible pel segellat practicat amb plom o or (segell pendent) en comptes de cera vermella (segell adherent anulus piscatoris) protegida per una trena de pergamí o petits trossos de llauna.
A continuació es presenten alguns dels breus de pontífexs del segle xx:
Papa Benet XV (1914-1922)
- Divinum Praeceptum - Amb què es concedeix al Seminari de Buenos Aires la facultat de conferir graus acadèmics en filosofia i teologia sagrada (23 de desembre de 1915)
- Romanorum Pontificum - Amb què es concedeixen indulgències especials als fidels que, en el context de les pràctiques específiques de pietat, invocaren Déu per l'harmonia dels estadistes cristians, l'extirpació de les heretgies, i la conversió dels pecadors (25 de febrer de 1916)
- Cum Catholicae Ecclesiae - Amb el que s'intenta facilitar la unió dels cristians orientals a l'Església de Roma (15 d'abril de 1916)
- Cum Biblia Sacra - Amb el que es promulguen les normes per a regular el funcionament dels tres Instituts d'estudis bíblics que operen a Roma, i les relacions intercurrents entre ells (15 d'agost de 1916)
- Cum Centesimus - Amb motiu del primer centenari de la fundació de la Milícia Pontifícia (22 d'octubre de 1916)
- Centesimo Hodie - Amb motiu del primer centenari de la fundació de la Milícia Pontifícia amb el qual el Papa ret homenatge a la bandera del cos condecorant-lo amb dues medalles d'or (22 d'octubre de 1916)
- Quod Ioannes - Amb el que es va declarar Beata al Venerable Serventa de Déu Anna di San Bartolomeo (10 d'abril de 1917)

Pius XI (1922-1939)
- Mirabilis Deus - Amb el que el Pontífex atribueix a Joan Bosco el títol de beat (2 de juny de 1929)

Pius XII (1939-1958)
- El 13 d'octubre de 1949 el Pontífex escull la Beata Verge Maria del Ghisallo com a Patrona dels Ciclistes.
- L'11 de novembre de 1949 escull la Virgo Fidelis com a Patrona de l'Arma dels Carabinieri.
- El 3 de maig de 1957, emana un significatiu breu apostolic, amb el qual nomena Sant Sebastià màrtir, patró dels Vigilants Urbans: "Perquè a Itàlia són els encarregats de mantenir l'ordre públic".

Pau VI
- L'1 de juny de 1977 declara la Beata Verge de l'Almudena principal patrona de Madrid